# فهرست ایالت‌ها و قلمروهای ایالات متحده آمریکا بر پایه نرخ باروری
این نوشتار فهرستی از ایالت‌ها و قلمروهای ایالات متحده آمریکا بر پایهمیزان کلی باروری است.

Mفهرست ایالت‌ها و قلمروهای ایالات متحده آمریکا بر پایه نرخ باروری در سال ۲۰۱۳.

## فهرست
| گوآم                      | ۲٫۷۷ | ۲٫۷۲ | ۲٫۶۶ | ۳٫۰۰ | ۲٫۸۸ | ۳٫۱۵ | ۲٫۸۷ | ۲٫۹۶ | ۲٫۹۳ | ۳٫۰۷ | ۲٫۹۷ |  |
| ساموای آمریکا             | ۲٫۸۷ | ۲٫۹۰ | ۲٫۸۶ | ۳٫۱۱ | ۳٫۱۰ | ۲٫۸۵ | ۲٫۶۱ | ۲٫۶۰ | ۲٫۵۵ | ۲٫۶۹ | ۲٫۵۹ |  |
| یوتا                      | ۲٫۶۲ | ۲٫۵۹ | ۲٫۴۷ | ۲٫۴۵ | ۲٫۳۸ | ۲٫۳۷ | ۲٫۳۴ | ۲٫۳۳ | ۲٫۲۹ | ۲٫۲۴ | ۲٫۱۲ |  |
| داکوتای جنوبی             | ۲٫۱۴ | ۲٫۳۵ | ۲٫۲۸ | ۲٫۲۷ | ۲٫۲۵ | ۲٫۲۷ | ۲٫۲۷ | ۲٫۲۷ | ۲٫۲۷ | ۲٫۲۶ | ۲٫۲۳ |  |
| داکوتای شمالی             | ۲٫۱۲ | ۲٫۱۳ | ۲٫۱۲ | ۲٫۰۴ | ۲٫۰۸ | ۲٫۱۲ | ۲٫۱۴ | ۲٫۲۴ | ۲٫۱۶ | ۲٫۱۷ | ۲٫۰۷ |  |
| جزایر ویرجین ایالات متحده | ۲٫۳۹ | ۲٫۵۳ | ۲٫۳۸ | ۲٫۴۹ | ۲٫۳۴ | ۲٫۲۶ | ۲٫۲۳ | ۲٫۲۳ | ۲٫۲۲ | ۱٫۷۹ | --   |  |
| آلاسکا                    | ۲٫۳۲ | ۲٫۴۰ | ۲٫۲۷ | ۲٫۳۵ | ۲٫۲۸ | ۲٫۱۹ | ۲٫۲۲ | ۲٫۱۹ | ۲٫۱۷ | ۲٫۱۴ | ۲٫۰۲ |  |
| نبراسکا                   | ۲٫۲۹ | ۲٫۲۹ | ۲٫۲۷ | ۲٫۱۴ | ۲٫۱۱ | ۲٫۱۲ | ۲٫۱۲ | ۲٫۱۶ | ۲٫۱۵ | ۲٫۱۴ | ۲٫۰۶ |  |
| آیداهو                    | ۲٫۴۸ | ۲٫۴۷ | ۲٫۲۷ | ۲٫۲۴ | ۲٫۱۵ | ۲٫۱۹ | ۲٫۱۳ | ۲٫۱۵ | ۲٫۱۳ | ۲٫۰۷ | ۲٫۰۱ |  |
| تگزاس                     | ۲٫۳۹ | ۲٫۳۶ | ۲٫۲۹ | ۲٫۱۶ | ۲٫۰۷ | ۲٫۰۸ | ۲٫۰۷ | ۲٫۰۹ | ۲٫۰۷ | ۲٫۰۲ | ۱٫۹۲ |  |
| کانزاس                    | ۲٫۲۷ | ۲٫۲۴ | ۲٫۱۹ | ۲٫۱۶ | ۲٫۰۹ | ۲٫۱۲ | ۲٫۰۴ | ۲٫۰۵ | ۲٫۰۵ | ۲٫۰۰ | ۱٫۹۳ |  |
| اکلاهما                   | ۲٫۲۲ | ۲٫۲۰ | ۲٫۱۵ | ۲٫۱۱ | ۲٫۰۴ | ۲٫۰۴ | ۲٫۰۴ | ۲٫۰۳ | ۲٫۰۰ | ۱٫۹۸ | ۱٫۹۰ |  |
| آیووا                     | ۲٫۱۴ | ۲٫۱۰ | ۲٫۰۷ | ۲٫۰۱ | ۱٫۹۷ | ۱٫۹۹ | ۲٫۰۰ | ۲٫۰۲ | ۲٫۰۱ | ۱٫۹۹ | ۱٫۹۴ |  |
| هاوایی                    | ۲٫۲۸ | ۲٫۳۳ | ۲٫۲۳ | ۲٫۱۵ | ۲٫۱۱ | ۲٫۱۰ | ۲٫۰۸ | ۲٫۰۰ | ۱٫۹۷ | ۱٫۹۴ | ۱٫۹۰ |  |
| وایومینگ                  | ۲٫۲۸ | ۲٫۲۸ | ۲٫۱۴ | ۲٫۰۴ | ۱٫۹۸ | ۱٫۹۹ | ۱٫۹۹ | ۱٫۹۹ | ۲٫۰۱ | ۱٫۹۳ | ۱٫۸۶ |  |
| آریزونا                   | ۲٫۴۲ | ۲٫۳۱ | ۲٫۱۱ | ۲٫۰۷ | ۲٫۰۰ | ۲٫۰۰ | ۱٫۹۷ | ۱٫۹۷ | ۱٫۹۲ | ۱٫۸۷ | ۱٫۷۹ |  |
| آرکانزاس                  | ۲٫۲۰ | ۲٫۱۶ | ۲٫۰۷ | ۲٫۰۰ | ۲٫۰۰ | ۱٫۹۷ | ۱٫۹۴ | ۱٫۹۷ | ۱٫۹۸ | ۱٫۹۵ | ۱٫۹۱ |  |
| کنتاکی                    | ۲٫۰۸ | ۲٫۰۵ | ۲٫۰۰ | ۱٫۹۷ | ۱٫۹۴ | ۱٫۹۵ | ۱٫۹۵ | ۱٫۹۶ | ۱٫۹۵ | ۱٫۹۳ | ۱٫۹۰ |  |
| لوئیزیانا                 | ۲٫۱۶ | ۲٫۰۷ | ۲٫۰۲ | ۱٫۹۵ | ۱٫۹۱ | ۱٫۹۲ | ۱٫۹۳ | ۱٫۹۶ | ۱٫۹۶ | ۱٫۹۳ | ۱٫۸۸ |  |
| مونتانا                   | ۲٫۰۸ | ۲٫۰۸ | ۱٫۸۹ | ۱٫۹۹ | ۱٫۹۶ | ۱٫۹۶ | ۱٫۹۷ | ۱٫۹۵ | ۱٫۹۶ | ۱٫۸۹ | ۱٫۸۰ |  |
| مینه‌سوتا                  | ۲٫۱۵ | ۲٫۱۰ | ۲٫۰۴ | ۱٫۹۶ | ۱٫۹۵ | ۱٫۹۴ | ۱٫۹۴ | ۱٫۹۴ | ۱٫۹۳ | ۱٫۹۳ | ۱٫۸۷ |  |
| ایندیانا                  | ۲٫۱۱ | ۲٫۰۹ | ۲٫۰۲ | ۱٫۹۷ | ۱٫۹۵ | ۱٫۹۳ | ۱٫۹۲ | ۱٫۹۳ | ۱٫۹۳ | ۱٫۹۰ | ۱٫۸۷ |  |
| نیومکزیکو                 | ۲٫۲۶ | ۲٫۲۳ | ۲٫۱۴ | ۲٫۰۶ | ۲٫۰۰ | ۱٫۹۸ | ۱٫۹۳ | ۱٫۹۱ | ۱٫۹۰ | ۱٫۸۳ | ۱٫۷۶ |  |
| میسیسیپی (ایالت)          | ۲٫۲۸ | ۲٫۲۰ | ۲٫۰۶ | ۱٫۹۶ | ۱٫۹۴ | ۱٫۸۹ | ۱٫۸۸ | ۱٫۸۹ | ۱٫۸۷ | ۱٫۸۷ | ۱٫۸۵ |  |
| اوهایو                    | ۲٫۰۰ | ۱٫۹۸ | ۱٫۹۳ | ۱٫۹۰ | ۱٫۸۸ | ۱٫۸۹ | ۱٫۸۸ | ۱٫۸۸ | ۱٫۸۷ | ۱٫۸۵ | ۱٫۸۳ |  |
| میزوری                    | ۲٫۰۷ | ۲٫۰۵ | ۱٫۹۶ | ۱٫۹۴ | ۱٫۹۲ | ۱٫۸۹ | ۱٫۸۸ | ۱٫۸۷ | ۱٫۸۶ | ۱٫۸۶ | ۱٫۸۱ |  |
| نوادا                     | ۲٫۴۲ | ۲٫۳۱ | ۲٫۱۲ | ۱٫۹۶ | ۱٫۹۱ | ۱٫۸۷ | ۱٫۸۶ | ۱٫۸۷ | ۱٫۸۶ | ۱٫۸۳ | ۱٫۷۷ |  |
| گرجستان                   | ۲٫۲۵ | ۲٫۱۷ | ۲٫۰۵ | ۱٫۹۶ | ۱٫۹۳ | ۱٫۸۸ | ۱٫۸۶ | ۱٫۸۷ | ۱٫۸۵ | ۱٫۸۲ | ۱٫۷۹ |  |
| تنسی                      | ۲٫۱۰ | ۲٫۰۷ | ۱٫۹۵ | ۱٫۸۸ | ۱٫۸۷ | ۱٫۸۷ | ۱٫۸۵ | ۱٫۸۷ | ۱٫۸۵ | ۱٫۸۲ | ۱٫۸۰ |  |
| ویسکانسین                 | ۲٫۰۱ | ۱٫۹۹ | ۱٫۹۵ | ۱٫۸۹ | ۱٫۸۷ | ۱٫۸۶ | ۱٫۸۴ | ۱٫۸۵ | ۱٫۸۵ | ۱٫۸۴ | ۱٫۷۹ |  |
| واشینگتن (ایالت)          | ۲٫۰۲ | ۲٫۰۴ | ۱٫۹۷ | ۱٫۹۱ | ۱٫۸۹ | ۱٫۸۸ | ۱٫۸۴ | ۱٫۸۵ | ۱٫۸۲ | ۱٫۸۱ | ۱٫۷۱ |  |
| کالیفرنیا                 | ۲٫۲۰ | ۲٫۱۵ | ۲٫۰۵ | ۱٫۹۵ | ۱٫۹۰ | ۱٫۸۹ | ۱٫۸۴ | ۱٫۸۴ | ۱٫۷۹ | ۱٫۷۷ | ۱٫۶۹ |  |
| میشیگان                   | ۱٫۹۱ | ۱٫۸۷ | ۱٫۸۵ | ۱٫۸۵ | ۱٫۸۴ | ۱٫۸۲ | ۱٫۸۳ | ۱٫۸۳ | ۱٫۸۱ | ۱٫۷۹ | ۱٫۷۶ |  |
| کارولینای شمالی           | ۲٫۱۴ | ۲٫۱۲ | ۲٫۰۱ | ۱٫۹۱ | ۱٫۸۶ | ۱٫۸۴ | ۱٫۸۲ | ۱٫۸۳ | ۱٫۸۲ | ۱٫۷۹ | ۱٫۷۷ |  |
| آلاباما                   | ۲٫۰۷ | ۲٫۰۶ | ۱٫۹۵ | ۱٫۸۷ | ۱٫۸۴ | ۱٫۸۱ | ۱٫۷۹ | ۱٫۸۳ | ۱٫۸۳ | ۱٫۸۲ | ۱٫۸۲ |  |
| مریلند                    | ۲٫۰۵ | ۲٫۰۳ | ۱٫۹۵ | ۱٫۸۹ | ۱٫۸۵ | ۱٫۸۳ | ۱٫۷۹ | ۱٫۸۲ | ۱٫۸۰ | ۱٫۷۹ | ۱٫۷۵ |  |
| ویرجینیای غربی            | ۱٫۹۲ | ۱٫۹۰ | ۱٫۸۶ | ۱٫۸۳ | ۱٫۸۴ | ۱٫۸۵ | ۱٫۸۶ | ۱٫۸۱ | ۱٫۷۸ | ۱٫۷۴ | ۱٫۷۳ |  |
| ویرجینیا                  | ۲٫۰۶ | ۲٫۰۲ | ۱٫۹۴ | ۱٫۸۸ | ۱٫۸۵ | ۱٫۸۴ | ۱٫۸۱ | ۱٫۸۱ | ۱٫۸۰ | ۱٫۷۹ | ۱٫۷۵ |  |
| نیوجرسی                   | ۲٫۰۹ | ۲٫۰۵ | ۲٫۰۰ | ۱٫۹۰ | ۱٫۸۸ | ۱٫۸۵ | ۱٫۸۱ | ۱٫۸۱ | ۱٫۸۰ | ۱٫۷۹ | ۱٫۷۶ |  |
| ایلینوی                   | ۲٫۰۴ | ۱٫۹۹ | ۱٫۹۴ | ۱٫۸۸ | ۱٫۸۴ | ۱٫۸۲ | ۱٫۷۹ | ۱٫۸۱ | ۱٫۸۱ | ۱٫۷۸ | ۱٫۷۳ |  |
| کارولینای جنوبی           | ۲٫۱۴ | ۲٫۱۲ | ۱٫۹۹ | ۱٫۸۸ | ۱٫۸۴ | ۱٫۸۲ | ۱٫۸۰ | ۱٫۸۰ | ۱٫۷۹ | ۱٫۷۵ | ۱٫۷۳ |  |
| دلاویر                    | ۲٫۱۲ | ۲٫۱۱ | ۱٫۹۹ | ۱٫۹۴ | ۱٫۹۰ | ۱٫۸۵ | ۱٫۷۹ | ۱٫۷۹ | ۱٫۸۱ | ۱٫۷۸ | ۱٫۷۵ |  |
| کلرادو                    | ۲٫۰۹ | ۲٫۰۵ | ۱٫۹۸ | ۱٫۹۲ | ۱٫۸۵ | ۱٫۸۳ | ۱٫۷۹ | ۱٫۷۷ | ۱٫۷۵ | ۱٫۷۱ | ۱٫۶۳ |  |
| فلوریدا                   | ۲٫۱۱ | ۲٫۰۵ | ۱٫۹۲ | ۱٫۸۳ | ۱٫۸۰ | ۱٫۷۷ | ۱٫۷۷ | ۱٫۷۷ | ۱٫۷۷ | ۱٫۷۵ | ۱٫۷۱ |  |
| پنسیلوانیا                | ۱٫۹۵ | ۱٫۹۳ | ۱٫۸۵ | ۱٫۸۱ | ۱٫۸۰ | ۱٫۷۸ | ۱٫۷۵ | ۱٫۷۶ | ۱٫۷۴ | ۱٫۷۲ | ۱٫۶۹ |  |
| نیویورک                   | ۱٫۹۲ | ۱٫۸۸ | ۱٫۸۷ | ۱٫۸۱ | ۱٫۷۹ | ۱٫۷۷ | ۱٫۷۳ | ۱٫۷۳ | ۱٫۷۱ | ۱٫۶۹ | ۱٫۶۵ |  |
| اورگن                     | ۱٫۹۷ | ۱٫۹۵ | ۱٫۸۴ | ۱٫۷۹ | ۱٫۷۶ | ۱٫۷۴ | ۱٫۷۳ | ۱٫۷۲ | ۱٫۷۰ | ۱٫۶۵ | ۱٫۵۶ |  |
| مین (ایالت)               | ۱٫۷۸ | ۱٫۷۳ | ۱٫۷۲ | ۱٫۷۰ | ۱٫۶۷ | ۱٫۶۸ | ۱٫۶۷ | ۱٫۶۶ | ۱٫۶۴ | ۱٫۶۴ | ۱٫۵۸ |  |
| کنتیکت                    | ۱٫۹۲ | ۱٫۸۷ | ۱٫۸۰ | ۱٫۷۲ | ۱٫۷۱ | ۱٫۶۶ | ۱٫۶۳ | ۱٫۶۳ | ۱٫۶۱ | ۱٫۶۳ | ۱٫۵۹ |  |
| ورمانت                    | ۱٫۷۱ | ۱٫۶۷ | ۱٫۶۲ | ۱٫۶۶ | ۱٫۶۳ | ۱٫۶۱ | ۱٫۵۹ | ۱٫۶۳ | ۱٫۵۸ | ۱٫۵۴ | ۱٫۵۲ |  |
| نیوهمپشر                  | ۱٫۷۵ | ۱٫۷۱ | ۱٫۶۷ | ۱٫۶۷ | ۱٫۶۷ | ۱٫۶۱ | ۱٫۶۰ | ۱٫۵۸ | ۱٫۵۹ | ۱٫۵۵ | ۱٫۵۲ |  |
| ماساچوست                  | ۱٫۷۹ | ۱٫۷۷ | ۱٫۷۱ | ۱٫۶۷ | ۱٫۶۷ | ۱٫۶۳ | ۱٫۶۰ | ۱٫۵۸ | ۱٫۵۵ | ۱٫۵۴ | ۱٫۵۱ |  |
| رود آیلند                 | ۱٫۷۵ | ۱٫۷۳ | ۱٫۶۷ | ۱٫۶۳ | ۱٫۶۰ | ۱٫۵۹ | ۱٫۵۷ | ۱٫۵۶ | ۱٫۵۸ | ۱٫۵۴ | ۱٫۵۱ |  |
| واشینگتن دی.سی.           | ۱٫۷۵ | ۱٫۷۹ | ۱٫۷۳ | ۱٫۶۵ | ۱٫۶۴ | ۱٫۶۱ | ۱٫۵۳ | ۱٫۵۲ | ۱٫۴۸ | ۱٫۴۹ | ۱٫۴۲ |  |
| پورتوریکو                 | ۱٫۶۴ | ۱٫۶۱ | ۱٫۵۹ | ۱٫۶۲ | ۱٫۶۰ | ۱٫۵۴ | ۱٫۴۷ | ۱٫۴۳ | ۱٫۳۴ | ۱٫۲۴ | ۱٫۱۰ |  |
| جزایر ماریانای شمالی      | ۱٫۱۲ | ۲٫۳۰ | ۲٫۲۶ | ۲٫۱۹ | ۲٫۱۷ | ۱٫۸۳ | ۱٫۵۸ | ۱٫۲۴ | ۱٫۰۷ | ۱٫۵۰ | ۱٫۳۳ |  |
| مجموع ایالات متحده        | ۲٫۱۲ | ۲٫۰۸ | ۲٫۰۰ | ۱٫۹۳ | ۱٫۸۹ | ۱٫۸۸ | ۱٫۸۶ | ۱٫۸۶ | ۱٫۸۴ | ۱٫۸۲ | ۱٫۷۷ |  |

 جزیره ویک کمتر از ۳۰۰ ساکن دارد که عمدتاً مربوط به نیروی هوایی ایالات متحده آمریکا است. تمامی دیگر جزیره‌های تحت حاکمیت ایالات متحده بدون سکنه هستند.